# Blood Lad
Blood Lad (ブラッドラッド,, Buraddo Raddo) é um mangá seinen criado por Yuuki Kodama e serializado na revista mensal Young Ace, desde 2009. Foi concluído no Japão e no Brasil com 17 volumes encardernados. Em julho de 2011, foi apresentado um aviso de projeto de animação em andamento pela revista. O anime foi produzido pelo estúdio Brain's Base e foi exibido em 2013, não sendo recomendado para menores de 14 anos.

## Enredo
O mangá conta a história de Charlie Staz, um vampiro que ao contrário de outros da sua espécie, prefere gastar seu tempo lendo mangás, jogando videogames e assistindo animes ao invés de ficar por aí bebendo o sangue das pessoas.
Staz mora em Makai (que no mangá é descrito como sendo o mundo de várias criaturas sobrenaturais ou mundo dos dêmonios) e apesar de seu jeito meio relaxado e despreocupado ele é um dos chefes mais poderosos daquele mundo. Isso porque Makai é dividida em zonas e cabe a cada uma das criaturas mais poderosas (ou “chefes”) de lá tomar conta de uma dessas zonas e dos habitantes que vivem nelas. Só que sua vida de sossego muda completamente quando ele conhece a jovem estudante colegial Yanagi Fuyumi, uma garota humana que acidentalmente passa por um misterioso portal e acaba ficando perdida em Makai, mais especificamente perdida na zona oeste, o território onde Staz é o chefe.
É a partir dai que começam a confusões. Depois de saber que existe uma “humana” vagando por seu território, Staz fica empolgado e manda seus subordinados trazerem a tal garota humana até ele. E a partir do momento que os dois se encontram, Staz sente uma forte atração por Fuyumi, chegando até a repensar seus conceitos sobre não ficar atrás de sangue humano. Só que como tudo que é bom dura pouco, depois de conversar um tempo com Fuyumi sobre coisas de otakus e o mundo humano, Staz recebe uma ligação urgente de um de seus subordinados, alertando-o sobre alguém querendo tomar seu lugar como chefe da Zona Oeste de Makai, o que faz com que ele acabe tendo que deixar Fuyumi sozinha em seu apartamento por alguns minutos. Só que, nesse curto espaço de tempo em que ele fica ausente, Fuyumi acaba sendo morta por um monstro que “acidentalmente” entrou no apartamento de Staz e acaba virando um fantasma.
A partir dai começa uma divertida e engraçada aventura onde Staz passa a procurar uma maneira de ressuscitar Fuyumi, já que ele tem um certo interesse na versão humana da garota.

## Personagens

### Personagens principais
Observação
- O sobrenome dos personagens Staz, Braz e Liz é Vlad, embora no Anime tenha ficado como Blood o correto é seguir o Mangá que no caso os apresenta como família Vlad (a pronuncia permanece a mesma).

Staz Charlie Vlad (ブラッド・チャーリー・スタズ, Buraddo Chārī Sutazu)
- Dublado por: Ryōta Ōsaka, Waku Sakaguchi (jovem)

O personagem principal da série. Ele é o chefe do distrito oriental do Mundo Demônio, aterrorizante para os outros e um suposto vampiro da elite que bebe sangue, mas na verdade, ele é apenas um otaku apaixonado pelo mundo humano, mas na maior parte pelo  Japão. Ele ama jogos, animes, mangás, e qualquer coisa que esteja relatada com o mundo humano. Quando ele vê Fuyumi, ele se apaixona à primeira vista e muda seu objetivo na vida em se tornar amigo dela. Mas, assim que ele começa a conhece-la, ela é comida por uma planta carnívora e se torna um fantasma fazendo com que a atração que ele sentia por ela não exista mais. Entretanto, a fim de trazê-la de volta a vida, ele vai fazer qualquer coisa.
De acordo com Bell, Staz tem um poder oculto. Logo depois ele assume que seu irmão, Braz, selou seu verdadeiro poder com uma bala modificada.
Fuyumi Yanagi (柳 冬実, Yanagi Fuyumi)
- Dublada por: Iori Nomizu

Uma garota humana que se perde no mundo demônio através de um método desconhecido e por razões desconhecidas. Ela se torna um fantasma logo após ser comida por uma planta.
Bell Hydra (ハイドラベル, Haidora Beru)
- Dublada por: Emi Sarah Bridcut

Bell é uma bruxa que consegue viajar pelas dimensões do espaço, ela quer captura o homem que roubou seu Black Curtain e fazer dele seu marido. Inicialmente, Bell pensou que Staz fosse o ladrão, mas depois de várias investigações, ela descobre que quem roubou está morto. Ela começa a se apaixonar por Staz depois que ele cumpre a promessa de trazer seu poder oculto de volta (sem intenção).
Wolf (ウルフ, Urufu)
- Dublado por: Takuma Terashima, Mikio Katō (jovem)

Ele é um lobisomem que controla a parte oriental do mundo demônio e é amigo/rival de Staz. Ele parece ser um pouco atraído por Fuyumi quando a vê pela primeira vez, mas fica um pouco envergonhado quanto a isso. Ele tem o sangue nobre e era pra viver em Acropolis, mas ele logo confessou que foi abandonado por ser filho de um lobo e uma humana.

### Leste do mundo demônio
Dekk (デク, Deku)
- Dublado por: Taichi Yonesu

O braço direito de Staz.
Mimic Yoshida (ミミック吉田, Mimikku Yoshida)
- Dublado por: Kazutomi Yamamoto

Um dos subordinados de Staz. Ele pode imitar o rosto de uma pessoa que ele admira, fazendo-o servir de substituto enquanto Staz está no mundo humano.
Satie (サティ, Sati)
Uma mulher com três olhos que nunca fala. Ela é a gerente do restaurante Three-Eyed Cafe junto com seu parceiro, Mamejirou.
Mamejirou (豆次郎, Mamejirō)
Consegue prever o futuro de certa forma. Tem 3 olhos como Satie, e é uma espécie de roedor do mundo dos demônios
- Dublado por: Chiwa Saitō

### Oeste do mundo demônio
Kiji (キジ)
- Dublado por: Shūsaku Shirakawa

Tobi (トビ)
- Dublado por: Kenji Roa

Franken Stein (フランケン・シュタイン, Furanken Shutain)
- Dublado por: Tetsu Inada

### Acropolis
Braz D. Vlad (ブラッド・D・ブラッズ, Buraddo D. Burazzu)
- Dublado por: Ryohei Kimura

Irmão mais velho de Staz. Ele escreveu o livro de ressureição, que Staz e os outros acreditam que irá ajudá-los em trazer Fuyumi de volta à vida.
O passado de Braz é um pouco traumático diferente do de Staz,Braz presenciou o dia em que seu pai,o antigo Rei do Mundo dos Demônios foi derrotado por King Wolf,vendo o coração de seu pai na mão de King,Braz não pôde fazer nada para ajudar seu próprio pai,determinado a destronar o atual rei por não achar ele digno,Braz começou a trabalhar com Franken Stein para melhorar o Demônio Artifical de nome Akim,o Rei deu o prazo de três dias para Braz trazer aquele que iria desafia-lo para ser rei,Braz ansioso pelo desafio mal consegue esperar para a ressurreição de Akim para poder ver a caída de King Wolf
Liz T. Vlad (ブラッド・T・リズ, Buraddo T. Rizu)
- Dublada por: Yuuka Nanri

Liz é a irmã mais nova de Braz e Staz.
Beros Junsa (べロス巡査)
- Dublada por: Masumi Asano

Goir (ゴイル部長, Goiru Buchō)
- Dublado por: Daisuke Kishio

### Outros
Akim Papladon (パップラドン・アキム, Pappuradon Akimu)
- Dublado por: Kōji Yusa